# Augustus FitzGerald (3e duc de Leinster)
Augustus Frederick FitzGerald (21 août 1791 - 10 octobre 1874) est un pair anglo-irlandais et un franc-maçon, titré marquis de Kildare de sa naissance jusqu'en 1804. Il est né et est mort à Carton House. Il est grand maître de la Grande Loge d'Irlande pendant la majeure partie du XIXe siècle. Il occupe ce poste pendant 61 ans de 1813 à 1874.

## Famille
Il est le fils aîné de William FitzGerald (2e duc de Leinster) et de son épouse Emilia. Il hérite du duché de son père en 1804. Le 16 juin 1818, il épouse Lady Charlotte Augusta Stanhope (15 février 1793 – 15 février 1859), troisième fille de Charles Stanhope (3e comte de Harrington). Ils ont quatre enfants:
- Charles FitzGerald (4e duc de Leinster) (1819 – 1887)
- Gerald FitzGerald (Londres, 6 janvier 1821 - 23 septembre 1886), marié le 9 juin 1862, Anne Agnes Barker (décédé le 6 juin 1913), dont
  - Edward Gerald FitzGerald (Londres, 2 septembre 1863 - Studland, 5 août 1919), marié à Londres le 20 février 1913 Anne Josephine Throckmorton,
- Jane Seymour FitzGerald (décédée le 3 novembre 1898), mariée le 5 septembre 1848 à George Repton (1818 – 1906)
- Otho FitzGerald (1827 – 1882)

## Carrière politique
Il est nommé Custos Rotulorum of Kildare en 1819 et Lord Lieutenant de Kildare en 1831, occupant ces deux postes à vie. En 1831, il est admis au Conseil privé d'Irlande et au Conseil privé de Grande-Bretagne et est Lord High Constable of Ireland lors du couronnement de William IV et de la reine Victoria. Il est commissaire à l'éducation nationale pour l'Irlande de 1836 à 1841 et reçoit sa lettre de mission du ministre Stanley en octobre 1831.

## Franc-maçonnerie
En 1813, il est élu grand maître de la Grande Loge d'Irlande, poste qu'il occupe jusqu'à sa mort en 1874 . Sous FitzGerald et son grand secrétaire adjoint, John Fowler (1769-1856)  tous les mouvements de francs-maçons deviennent hautement centralisés en Irlande et ne peuvent fonctionner sans l'approbation de la Grande Loge.
Le rite de Misraïm de Marc Bédarride a été importé de France en Irlande à l’époque de FitzGerald. L'un des frères Bédarride est censé avoir visité l'Irlande en 1820 et, en février 1821, un conseil de dix-sept membres du rite fut formé, comprenant: FitzGerald, Fowler, Dumoulin, Norman, Mitchell, Trim et Jamar (un Français résidant à Dublin). Interdit en France par le gouvernement en 1822, il continue d'exister en Irlande dans le cadre du Grand Conseil suprême des rites (approuvé par la Grande Loge d'Irlande), créé le 28 janvier 1838 .